# 恩光堂 (成都市)

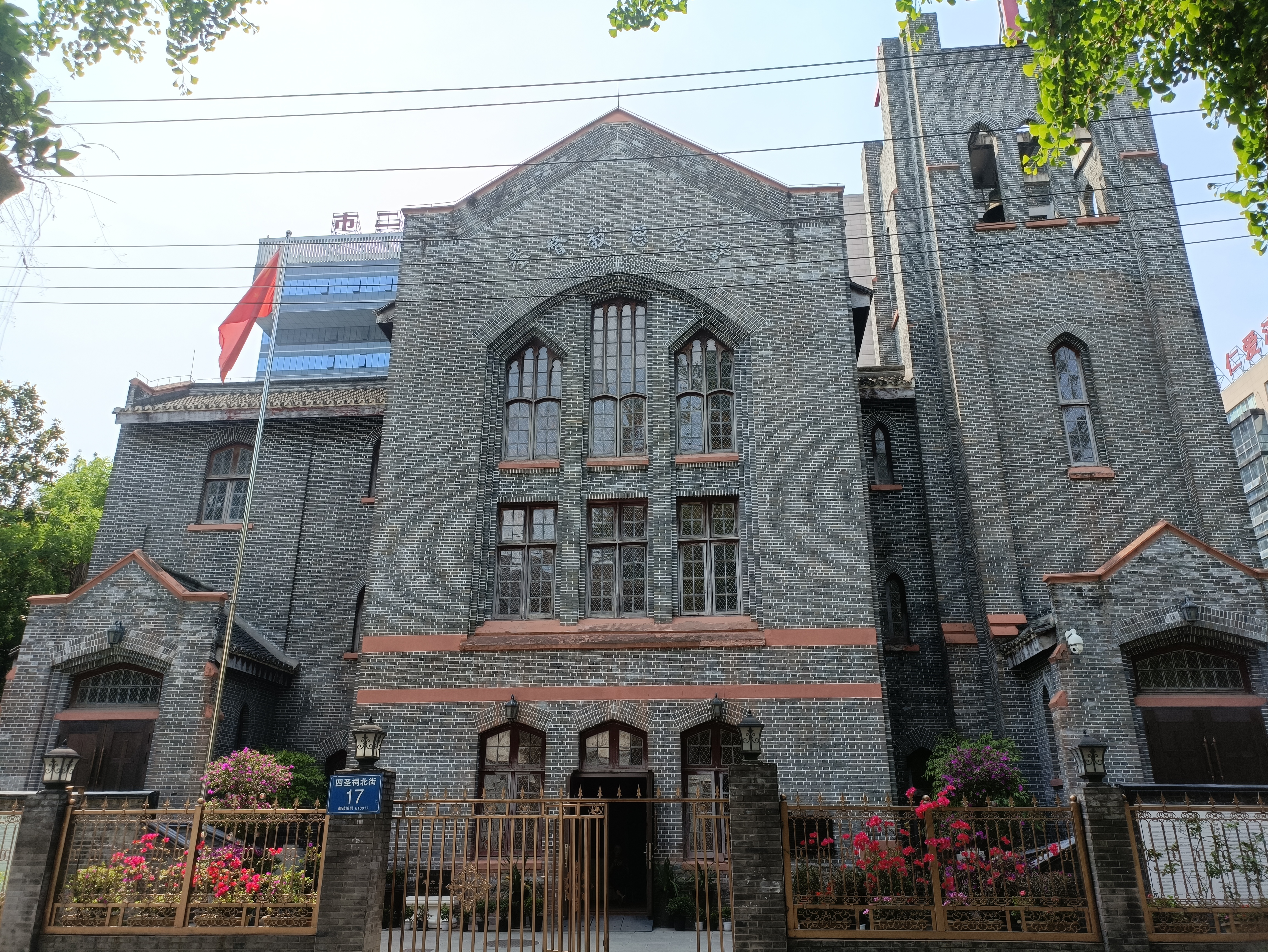
恩光堂（成都市、2021年）

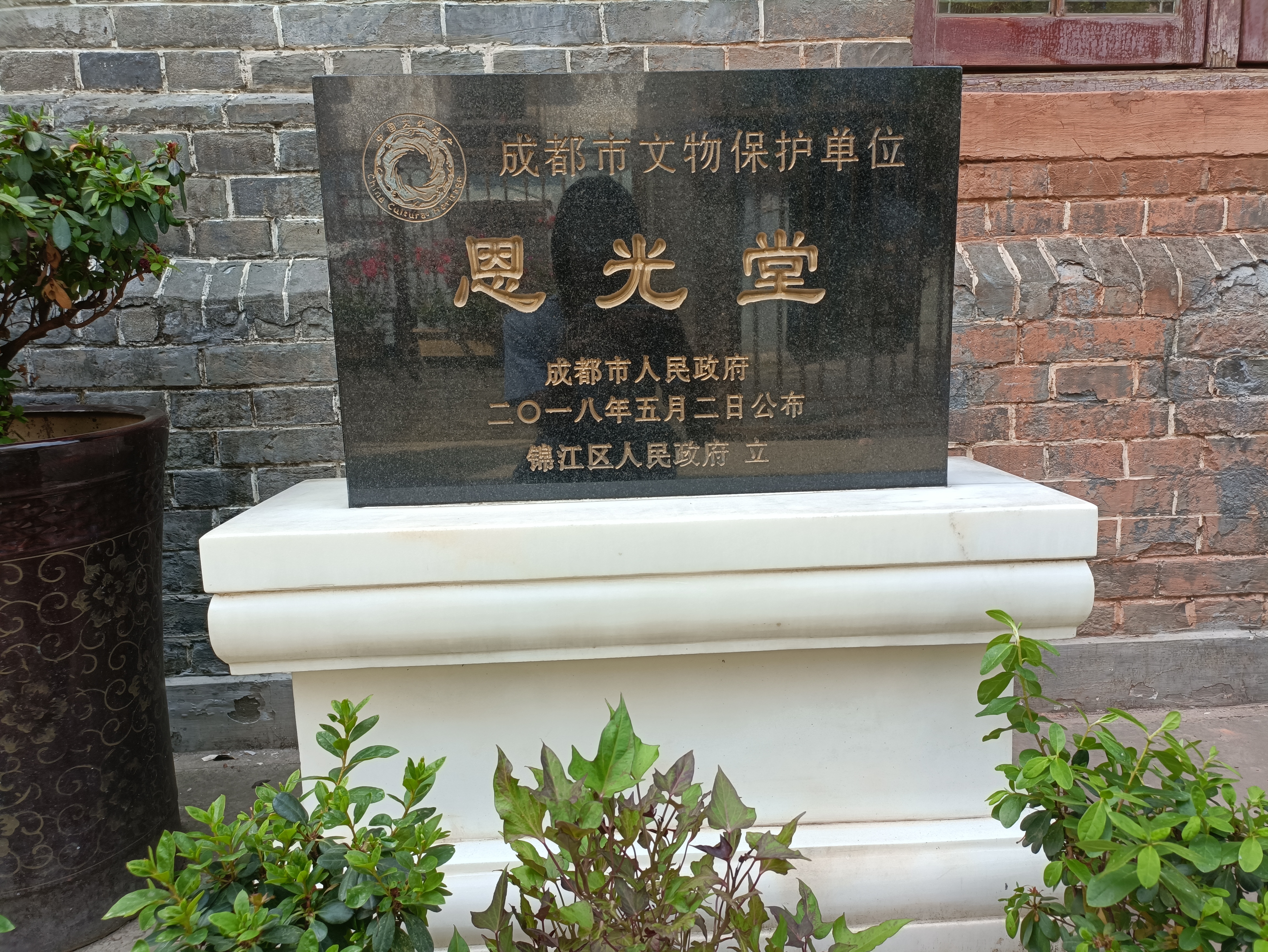
恩光堂は2018年、成都市文物保護単位に指定

恩光堂（おんこうどう、中国語: 恩光堂、英語: Gracious Light Church, Chengdu）は、一般に四聖祠礼拝堂（英語: Sishengci ChurchまたはSï-Shen-Tsï Methodist Church）として知られていて、中国四川省成都市錦江区四聖祠北街17号にあるプロテスタント教会である。1894年にカナダ・メソジスト宣教団によって設立された教会で、今でも成都で最も重要なプロテスタント教会。

## 歴史
恩広堂は々1891年、カナダ・メソジスト線教団（Canadian Methodist Mission）は中国で長年布教活動を行っていた米国の宣教師ヴァージル・チッテンデン・ハート（Virgil Chittenden Har、1840～1904年、当初は米国メソジスト教会所属）とカナダ人宣教師ハートウェル（G.E. Hartwell）夫妻、スティーブンソン（D.W. Stevenson）師、キルドーン（O.L. Kildorn）医師とその妻、ハル師ら9名が、宣教師の第一陣として中国に到着した。1892年初めに四川省成都で、彼らは四祠堂の野菜畑を購入し、1894年に今日も存在する四祠堂礼拝堂を設立した。1年後の1895年には、反宗教の嵐によって破壊されたが（成都教案事件）、翌年再建された。また。1900年の義和団事件の後、恩光堂は再び破壊され、収容人数300人で再び再建された。
それ以来、教会の周囲には「男女済仁医院」（現在の成都市第二人民病院）、華英書店、華英女子中学、協和女子師範など多くの施設が続々と建てられ、信者の数は大幅に増加したため、1920年には「百万煉瓦」運動を始めて、翌年千人を収容できる鐘楼を備えた新しい礼拝堂で、その建築様式は簡素化されたゴシック様式であった。設計はウォルト・スモール（Walt Small）であった。
1966年に文化大革命が始まると、教会は甚大な被害を受け占拠された。1984年11月25日には修復され、1989年1月1日に再オープンした。

## 関連事項
英加ミッションは四川省の主要な宣教団体の1つで、成都、彭賢、嘉定 (現在の楽山)、仁寿、自流井 (自貢)、重慶、蘆州、忠県、涅陵、栄県を含む10の地区協会を擁していた。1919年には、四川省には184人の宣教師がいた。その内、成都地区は成都市、郫県、温江県などの10の教会を管轄していた。成都には四聖祠礼拝堂、暑袜街の蘇特蘭堂、青龍街の福音堂の3つの教会があり、その中でも市内中心部の蘇特蘭堂は最大で、収容人数は1,200人以上であったが、1982年に東西幹線道路建設の際に取り壊された。

## 参照項目
- 中国のキリスト教
- 中国基督教協会
- 愛徳基金会
- 平和橋主経座堂（英語版） - 成都市のカトリックの大聖堂